# Ali Samereh
Ali Samereh (Rafsanjan, 23 novembre 1977) è un ex calciatore iraniano, di ruolo attaccante.

## Statistiche

### Cronologia presenze e reti in nazionale
| Cronologia completa delle presenze e delle reti in nazionale ― Iran | Cronologia completa delle presenze e delle reti in nazionale ― Iran | Cronologia completa delle presenze e delle reti in nazionale ― Iran | Cronologia completa delle presenze e delle reti in nazionale ― Iran | Cronologia completa delle presenze e delle reti in nazionale ― Iran | Cronologia completa delle presenze e delle reti in nazionale ― Iran | Cronologia completa delle presenze e delle reti in nazionale ― Iran | Cronologia completa delle presenze e delle reti in nazionale ― Iran |
| Data                                                                | Città                                                               | In casa                                                             | Risultato                                                           | Ospiti                                                              | Competizione                                                        | Reti                                                                | Note                                                                |
| ------------------------------------------------------------------- | ------------------------------------------------------------------- | ------------------------------------------------------------------- | ------------------------------------------------------------------- | ------------------------------------------------------------------- | ------------------------------------------------------------------- | ------------------------------------------------------------------- | ------------------------------------------------------------------- |
| 24-5-2000                                                           | Amman                                                               | Iran                                                                | 3 – 0                                                               | Kazakistan                                                          | Campionato dell'Asia occidentale 2000 - 1º turno                    | -                                                                   | 46’                                                                 |
| 26-5-2000                                                           | Amman                                                               | Iran                                                                | 1 – 1                                                               | Palestina                                                           | Campionato dell'Asia occidentale 2000 - 1º turno                    | 1                                                                   | 70’                                                                 |
| 28-5-2000                                                           | Amman                                                               | Iran                                                                | 1 – 0                                                               | Siria                                                               | Campionato dell'Asia occidentale 2000 - 1º turno                    | -                                                                   | 69’                                                                 |
| 31-5-2000                                                           | Amman                                                               | Iran                                                                | 1 – 0                                                               | Giordania                                                           | Campionato dell'Asia occidentale 2000 - Semifinale                  | -                                                                   | 53’                                                                 |
| 3-6-2000                                                            | Amman                                                               | Iran                                                                | 1 – 0                                                               | Siria                                                               | Campionato dell'Asia occidentale 2000 - Finale                      | -                                                                   | 69’                                                                 |
| 16-8-2000                                                           | Teheran                                                             | Iran                                                                | 2 – 1                                                               | Georgia                                                             | Amichevole                                                          | -                                                                   | 46’                                                                 |
| 27-9-2000                                                           | Doha                                                                | Qatar                                                               | 1 – 2                                                               | Iran                                                                | Amichevole                                                          | -                                                                   | 59’                                                                 |
| 24-11-2000                                                          | Tabriz                                                              | Iran                                                                | 19 – 0                                                              | Guam                                                                | Qual. Mondiali 2002                                                 | -                                                                   | 87’                                                                 |
| 24-4-2001                                                           | Il Cairo                                                            | Corea del Sud                                                       | 1 – 0                                                               | Iran                                                                | LG Cup 2001 (Egitto) - Semifinale                                   | -                                                                   |                                                                     |
| 26-4-2001                                                           | Il Cairo                                                            | Canada                                                              | 1 – 0                                                               | Iran                                                                | LG Cup 2001 (Egitto) - Finale 3º posto                              | -                                                                   | 65’                                                                 |
| 22-7-2001                                                           | Bihać                                                               | Bosnia ed Erzegovina                                                | 2 – 2                                                               | Iran                                                                | Amichevole                                                          | -                                                                   | 86’                                                                 |
| 24-8-2001                                                           | Teheran                                                             | Iran                                                                | 2 – 0                                                               | Arabia Saudita                                                      | Qual. Mondiali 2002                                                 | -                                                                   | 87’                                                                 |
| 1-9-2001                                                            | Bangkok                                                             | Thailandia                                                          | 0 – 0                                                               | Iran                                                                | Qual. Mondiali 2002                                                 | -                                                                   | 46’ 78’                                                             |
| 14-9-2001                                                           | Teheran                                                             | Iran                                                                | 0 – 0                                                               | Bahrein                                                             | Qual. Mondiali 2002                                                 | -                                                                   | 73’                                                                 |
| 5-10-2001                                                           | Teheran                                                             | Iran                                                                | 1 – 0                                                               | Thailandia                                                          | Qual. Mondiali 2002                                                 | -                                                                   | 75’                                                                 |
| 21-10-2001                                                          | Manama                                                              | Bahrein                                                             | 3 – 1                                                               | Iran                                                                | Qual. Mondiali 2002                                                 | -                                                                   | 46’                                                                 |
| 25-10-2001                                                          | Teheran                                                             | Iran                                                                | 1 – 0                                                               | Emirati Arabi Uniti                                                 | Qual. Mondiali 2002                                                 | -                                                                   | 89’                                                                 |
| 30-5-2002                                                           | Sabah al-Salem                                                      | Kuwait                                                              | 1 – 3                                                               | Iran                                                                | Amichevole                                                          | -                                                                   | 46’                                                                 |
| 1-2-2003                                                            | Hong Kong                                                           | Iran                                                                | 1 – 0                                                               | Danimarca League XI                                                 | Lunar New Year Cup 2003 - Semifinale                                | -                                                                   | 71’                                                                 |
| 4-2-2003                                                            | Hong Kong                                                           | Uruguay                                                             | 1 – 1 dts (4 - 2 dtr)                                               | Iran                                                                | Lunar New Year Cup 2003 - Finale                                    | 1                                                                   | 40’ 63’                                                             |
| 30-5-2003                                                           | Abuja                                                               | Camerun                                                             | 2 – 1                                                               | Iran                                                                | LG Cup 2003 (Nigeria) - Semifinale                                  | -                                                                   | 65’                                                                 |
| 28-11-2003                                                          | Teheran                                                             | Iran                                                                | 1 – 0                                                               | Libano                                                              | Qual. Coppa d'Asia 2004                                             | -                                                                   | 46’                                                                 |
| 10-1-2008                                                           | Al Rayyan                                                           | Qatar                                                               | 0 – 0                                                               | Iran                                                                | Amichevole                                                          | -                                                                   | 46’                                                                 |
| 30-1-2008                                                           | Teheran                                                             | Iran                                                                | 0 – 0                                                               | Costa Rica                                                          | Amichevole                                                          | -                                                                   | 57’                                                                 |
| 6-2-2008                                                            | Teheran                                                             | Iran                                                                | 0 – 0                                                               | Siria                                                               | Qual. Mondiali 2010                                                 | -                                                                   | 57’                                                                 |
| Totale                                                              |                                                                     | Presenze                                                            | 25                                                                  |                                                                     | Reti                                                                | 2                                                                   |                                                                     |

## Palmarès

### Club

#### Competizioni nazionali
- Campionato iraniano di calcio: 1

Esteghlal: 2000-2001

### Nazionale
- Campionato di calcio della Federazione calcistica dell'Asia occidentale: 1

2000